# El Limón, Tecuala
El Limón är en ort i Mexiko.   Den ligger i kommunen Tecuala och delstaten Nayarit, i den centrala delen av landet, 700 km väster om huvudstaden Mexico City. El Limón ligger 11 meter över havet och antalet invånare är 984.
Terrängen runt El Limón är mycket platt. Runt El Limón är det ganska glesbefolkat, med 36 invånare per kvadratkilometer. Närmaste större samhälle är Tecuala, 10,5 km norr om El Limón. Trakten runt El Limón består till största delen av jordbruksmark.